# Giuseppe Scarpi
Giuseppe Scarpi (Dolo, 1900. december 25. – Dolo, 1952. október 13.) olasz nemzetközi labdarúgó-játékvezető.

## Pályafutása

### Labdarúgóként
1919-1920 között szülővárosában, a CS Dolo csapatban hátvédként játszott.

### Nemzeti játékvezetés
1922-ben vizsgázott. 1926-ban lett országos, majd 1929-ben az I. Liga játékvezetője. A nemzeti játékvezetéstől 1943-ban vonult vissza. Első ligás mérkőzéseinek száma: 180.

### Nemzetközi játékvezetés
Az Olasz labdarúgó-szövetség Játékvezető Bizottsága (JB) terjesztette fel nemzetközi játékvezetőnek, a Nemzetközi Labdarúgó-szövetség (FIFA) 1936-tól tartotta nyilván bírói keretében. Több nemzetek közötti válogatott és klubmérkőzést vezetett, vagy működő társának partbíróként segített. Az olasz nemzetközi játékvezetők rangsorában, a világbajnokság-Európa-bajnokság sorrendjében többedmagával a 46. helyet foglalja el 1 találkozó szolgálatával. Az aktív nemzetközi játékvezetéstől 1943-ban  búcsúzott. Válogatott mérkőzéseinek száma: 10.

#### Labdarúgó-világbajnokság
A világbajnoki döntőhöz vezető úton Olaszországba a II., az 1934-es labdarúgó-világbajnokságra és Franciaországba a III., az 1938-as labdarúgó-világbajnokságra a FIFA JB bíróként alkalmazta. 1934-ben a FIFA JB a rendező szövetségtől kért partbírókat, egy mérkőzésen kapott első számú segítőként feladatot. 1938-ban a kor előírásának megfelelően az első számú partbíró egyik feladata volt, hogy játékvezetői sérülés esetén átvegye a mérkőzés irányítását. Világbajnokságon vezetett mérkőzéseinek száma: 1 + 3 (partbíró).

##### 1938-as labdarúgó-világbajnokság

###### Világbajnoki mérkőzés
| Időpont         | Helyszín                 | Mérkőzés típusa    | Mérkőzés     | Eredmény | Nézők száma |
| --------------- | ------------------------ | ------------------ | ------------ | -------- | ----------- |
| 1938. június 5. | Chapou Stadion, Toulouse | egyik nyolcaddöntő | Kuba–Románia | 3 : 3    | 6 000       |

#### Olimpiai játékok
Az 1936. évi nyári olimpiai játékok labdarúgó tornájának találkozóin a FIFA JB bíróként foglalkoztatta.

##### 1936. évi nyári olimpiai játékok
| Időpont            | Helyszín                | Mérkőzés típusa | Mérkőzés             | Eredmény | Nézők száma |
| ------------------ | ----------------------- | --------------- | -------------------- | -------- | ----------- |
| 1936. augusztus 3. | Mommsen Stadion, Berlin | első forduló    | Norvégia–Törökország | 4 : 0    | 8 000       |

#### Nemzetközi kupamérkőzések
Vezetett Kupa-döntők száma: 1.

##### Közép-európai kupa
| Időpont             | Helyszín             | Mérkőzés típusa     | Mérkőzés                  | Eredmény | Nézők száma |
| ------------------- | -------------------- | ------------------- | ------------------------- | -------- | ----------- |
| 1936. szeptember 6. | Práter Stadion, Bécs | első döntő mérkőzés | FK Austria Wien–AC Sparta | 0 : 0    | 41 600      |

#### A magyar labdarúgó-válogatott mérkőzései (1902–1929)
| Időpont           | Helyszín                                               | Mérkőzés típusa          | Mérkőzés                  | Eredmény | Nézők száma |
| ----------------- | ------------------------------------------------------ | ------------------------ | ------------------------- | -------- | ----------- |
| 1940. december 8. | Koturaška Cesta (Igralište Građanskog) Stadion, Zágráb | 230. válogatott mérkőzés | Horvátország–Magyarország | 1 : 1    | 7 000       |

## Szakmai sikerek
Az 1938-1939 évben mutatott szakmai munkájának elismeréseként a Dr. Giovanni Mauro alapítvány elismerő díjával jutalmazták.

## Külső hivatkozások
- Giuseppe Scarpi. World Referee. [2012. október 1-i dátummal az eredetiből archiválva]. (Hozzáférés: 2012. szeptember 2.)
- Giuseppe Scarpi. footballzz.com. (Hozzáférés: 2012. szeptember 2.)[halott link]
- Giuseppe Scarpi. footballdatabase.eu. (Hozzáférés: 2012. szeptember 2.)
- Giuseppe Scarpi. scoreshelf.com. [2016. március 10-i dátummal az eredetiből archiválva]. (Hozzáférés: 2012. szeptember 2.)
- Giuseppe Scarpi. eu-football.info. [2012. május 19-i dátummal az eredetiből archiválva]. (Hozzáférés: 2012. szeptember 2.)
- Giuseppe Scarpi. weltfussball.de. [2016. március 8-i dátummal az eredetiből archiválva]. (Hozzáférés: 2012. szeptember 2.)
- Giuseppe Scarpi. iffhs.de. (Hozzáférés: 2012. szeptember 2.)
- Premio Giovanni Mauro-díj(wd)

| Elődje: Albert Fogg | KEK döntő 1935–1936 | Utódja: Rinaldo Barlassina |